# Saison 2017-2018 du Tours Football Club
Chronologie
Saison précédente Saison suivante
La saison 2017-2018 du Tours FC, club de football français, voit le club évoluer en championnat de France de football de Ligue 2.

## Compétitions

### Ligue 2
Calendrier des matchs de Ligue 2 du Tours FC